# Église Saint-Pierre de Nazelles
Pour les articles homonymes, voir Église Saint-Pierre.
L'église Saint-Pierre de Nazelles est une église catholique située à Nazelles, en France.

## Histoire
L'église est inscrite au titre des monuments historiques par arrêté du 19 septembre 1966.

## Description
Une nef unique est terminée par un chœur ouvert par trois fenêtres. La chapelle Verdier, qui se trouvait dans l'église, fut détruite vers 1745.

## Historique
Sa construction s'étale du XIIe siècle au XVIe siècle.